# Martin Speicher (Musiker)
Martin Speicher (* 1958 in Püttlingen) ist ein deutscher Jazz- und Improvisationsmusiker (Bariton-, Sopranino- und Sopransaxophon, Klarinette, Bassklarinette, Elektronik, Komposition).

## Leben und Wirken
Speicher studierte ab 1979 Musikwissenschaft und Philosophie in Saarbrücken und Gießen, mit Schwerpunkten im Jazz und der Neuen Musik, Musiktheorie und Analyse. 
Ab 1987 arbeitete Speicher in Gruppen, die im Grenzbereich von Jazz und Improvisationsmusik tätig sind, u. a. mit Baby Sommer, Wladimir Tschekassin, Barry Guy und dem London Jazz Composers Orchestra und Cecil Taylor.  1990 war er Mitbegründer des Giessen Improvisers Pool; in Kassel führt er diese Arbeit gemeinsam mit Ulrike Lentz und Ursel Schlicht und Mitgliedern des Vereins Ohrenkratzer weiter. 1994 trat er auf dem Moers Festival mit dem Evan Parker Extended Project auf. Ferner schrieb er Musik für Theater- und Radioproduktionen. Seit Mitte der 1990er Jahre kam es zur Zusammenarbeit mit dem Künstler Harald Jegodzienski, dessen Bilderzyklen »Erdtöne« er musikalisch gemeinsam mit dem Bassisten Georg Wolf aufführte und aufnahm. Er komponierte auch für Chor und kleines Orchester. 
Zudem arbeitete Speicher mehrfach mit Marc Boukouya, 2004–6 mit Lou Grassi, Mark Sanders und Géraldine Keller, 2008/9 auch mit Philip Zoubek und Jörg Fischer. Tom Lord listet im Bereich des Jazz zwischen 1990 und 2006 fünf Aufnahmesessions im Bereich des Jazz.
Speicher lebt in Kassel; er wirkte zudem als Saxophonlehrer an verschiedenen Musikschulen.

## Diskographische Hinweise
- Joe Bonica, Frank Rühl, Martin Speicher, Georg Wolf: Giessen Improvisers Pool (Hybrid Music Productions 1991)
- Erdtöne – Notation der Diagonalen (1995), mit Hans Tammen, Georg Wolf, Michael Vorfeld
- Erdtöne: Notation des Lots (Kreta)  (Hybrid Music Productions 1998) mit Georg Wolf
- Ursel Schlicht/Implicate Order: Sound Quest (Cadence Jazz Records, 2001), mit Steve Swell, Ken Filiano, Lou Grassi
- Martin Speicher/Georg Wolf/Lou Grassi: Shapes and Shadows (Clean Feed Records, 2006)
- Ulrike Lentz, Martin Speicher: Gentle Speed (Amu-Records 2012)
- Martin Speicher, Peter Geisselbrecht, Jörg Fischer: Spicy Unit (sporeprint 2015)
- Martin Speicher, Sven Krug, Steffen Moddrow: Unterholz (Unit Records 2025)[1]